# La passione della nuova Eva
La passione della nuova Eva (The Passion of New Eve) è un romanzo di Angela Carter pubblicato nel 1977. È un'opera post femminista ascrivibile al genere del realismo magico, in cui i personaggi femminili dominano su quelli maschili. Già nel titolo non è difficile individuare il riferimento all'ideale femminista della "New Woman". In essa si ravvisa una forte componente satirica nei confronti dell'America ritratta nei film, soprattutto per quanto riguarda le questioni di genere.

## Trama
Un professore inglese di nome Evelyn ha appena ottenuto un nuovo posto di lavoro in una università di New York. Il suo tributo a Tristessa de St. Ange, attrice statunitense del cinema muto, per l'ultima serata che trascorrerà in Inghilterra, è di sottostare alle attenzioni, mediante un rapporto orale, di una ragazza con cui si reca a vedere uno dei suoi film.
Quando arriva in America, lo scenario che si offre al suo sguardo è una New York distopica, una città ai suoi ultimi stadi di decomposizione, percorsa da enormi ratti e dove le emozioni umane sono ridotte ai loro livelli più primitivi. Qui resta affascinato da Leilah, una giovane ed esotica cubista afro-americana, con la quale avvia una relazione, priva però di alcun coinvolgimento emotivo per lui, che la vive solo per i piaceri sessuali che sa ricavarne. Quando poi lei rimane incinta, la abbandona disgustato alla solitudine di un aborto.
Evelyn si ritrova nel più completo deserto e viene rapito da una donna della città sotterranee femminile di Beulah e trascinato attraverso il mare di sabbia al cospetto della Madre, una crudele figura di dea madre che sfoggia un chirurgico bisturi con cui muta Evelyn in Eva, ironicamente la donna che egli ha sempre bramato. Poi cerca di metterla incinta di un nuovo Messia, usando il suo stesso sperma (raccolto prima dell'operazione).
Evelyn, ora Eva, riesce a fuggire ma viene catturata e resa schiava da Zero, un crudele leader di culto e "poeta" con un solo occhio e una sola gamba, un mezzo uomo che celebra il suo io degradato. Il suo harem è composto da "mogli" passive e schiavizzate che egli frusta se non parlano grugnendo e non onorano i loro compagni di letto, i maiali. Zero violenta Eva e fa di lei la sua nuova moglie. Poi la conduce alla ricerca dell'attrice Tristessa, incarnazione di bellezza, dolore e solitudine, che egli odia ossessivamente perché crede abbia causato la sua infertilità. Tristessa fu il primo oggetto del desiderio di Evelyn in gioventù e ritorna ora per lui/lei come figura ossessiva.
Zero porta il suo harem vestito di stracci al palazzo di cristallo di Tristessa, invadendo e devastando la bella costruzione gotica e scoprendo Tristessa sistemata in una stanza circondata da effigi di cera dentro a delle bare. Ella però è viva e solo quando Zero la insegue e la cattura in cima a una delle torri e le taglia la cinghia, si scopre che in realtà è un uomo.
A questo punto, Zero e le sue mogli realizzano una finta cerimonia nuziale, costringendo Tristessa a stuprare Eva. Questi, però, scappano e uccidono Zero e il suo harem nel palazzo di cristallo rotante di Tristessa. Poi fuggono nel deserto, dove si imbevono della propria riscoperta sessualità finché Tristessa non viene uccisa con un colpo di pistola da una banda di teenager mafiosi del deserto, il cui colonnello è un quattordicenne che ha paura del buio. I ragazzi "salvano" Eva, che però riesce a fuggire e incontra Leilah, ora nelle vesti di Lilith, leader ribelle e vagabonda.
Lilith conduce Eva sulla costa per tornare dalla Madre. Qui, sulla spiaggia, si imbattono in una vecchia signora, manifestazione della superficialità attempata: sporca, ricoperta di trucco e di boccoli dorati come una parrucca, canta canzoni di vecchi musical, trangugia vodka e cibo in scatola congelato ed espelle le sue feci nei cespugli dietro alla sua sedia sdraio.
Eva si rende conto che Leilah non è mai esistita realmente e che era soltanto la manifestazione dei suoi desideri corrotti.
Lilith dice a Eva che deve andare dalla Madre e la spinge in una fenditura di roccia che si trasforma nell'utero del tempo. Eva avanza nelle profondità sotterranee sempre più recondite e calde fino alla sua rinascita. L'ambra che scopre in una delle cave e che tiene tra le mani si liquefà trasformandosi in antiche foreste di pini e specie primitive.
Eva quindi rinasce, guidata da Leilah, e rigetta il suo passato di maschio sciovinista.
Eva emerge su una spiaggia con l'aiuto di Lilith (nome che riprende la storia apocrifa della prima moglie di Adamo), che poi la lascia per andare a combattere insieme ai ribelli. Eva scambia l'oro alchemico di una catenina che Lilith le ha regalato con la barca a remi rosso porpora dell'anziana pazza e si lancia nell'oceano.

## Edizioni
- Angela Carter, La passione della nuova Eva, Victor Gollancz Ltd.,  p. 191, ISBN 0-575-02247-7.